# 한국문화재보존과학회
한국문화유산보존과학회는 문화유산의 과학적 보존에 관한 제반 학술적 연구 발전 보급을 위하여 문화유산 보존기술 개발과 수리 및 복원에 관한 방법을 연구함으로써 문화유산 보존 및 계승에 기여함을 목적으로 2009년 3월 10일 설립허가된 대한민국 문화체육관광부 소관의 사단법인이다. 사무국은 충청북도 청주시 흥덕구 오송읍 오송생명5로 303, 국도 푸르미르 605호에 있다.

## 주요 사업
- 문화유산의 보존처리 및 복원에 관한 기술 및 방법에 관한 연구 및 자문
- 문화유산 보존관련 학술사업, 학술보고서 및 연구서 발간
- 문화유산 보존 관련 연구 인력 양성을 위한 교육 및 강연회, 학술세미나 개최 등